# Dottikon
Dottikon is een gemeente en plaats in het Zwitserse kanton Aargau en maakt deel uit van het district Bremgarten.
Dottikon telt 3.708 inwoners.
Op 8 april 1969 ontplofte in Dottikon in de vroege morgen een munitiefabriek met 18 doden en 40 gewonden. Ruim 1300 gebouwen en woningen in de omgeving werden beschadigd.